# Rosa hemisphaerica
Rosa hemisphaerica (троянда сірчана) — вид рослин з родини трояндових (Rosaceae). Видова назва (hemisphaerica) стосується напівкруглих плодів і зав'язей.

## Опис
Рослина до 1.5 метрів заввишки. Колючки рясні, грубі, зігнуті, рівномірно звужуються з широкої основи. Є жорсткі щетинки на молодих пагонах, молоді пагони з залозами іржавого кольору, волосками і щетинками. Листочків 5–9, яйцюватої форми, тупі, зазвичай рівнозубчасті але ± цілі у базальній третині, основа вузько клиноподібна, верх сіро-зелений, низ трохи сірувато-зелений і коротко стиснено запушений; рахіс густо залозистий. Прилистки часто виразно зубчасті. Квітконоси 0.5–1 см. Пелюстки бліді. Гіпантій 1.2–1.5 см, глибоко оранжево-червоний

## Поширення
Вид зростає у Азії: Туреччина, Іран, Ірак, Азербайджан, Вірменія, Грузія, Туркменістан, Пакистан, пн.-зх. Індія.
Населяє сухі місця проживання, яри, схили та береги на вапняках та магматичних породах; також часто культивується і тікає з культури.

## Синоніми
Синоніми: Rosa raphinii Boiss. & Balansa, Rosa sulphurea Dryand..